# La Plus Belle Vitrine de Noël
Pour plus de détails, voir Fiche technique et Distribution.
La Plus Belle Vitrine de Noël (A Window Wonderland) est un téléfilm de Noël comico-romantique américano-canadien réalisé en 2013 par Michael M. Scott.

## Synopsis
Apprenant que le poste de ses rêves vient de se libérer, Sloane, décoratrice dans un grand magasin, se retrouve en compétition avec un collègue encombrant ; celui dont la vitrine remportera le plus de succès auprès des clients obtiendra le poste. Bien que tout les oppose, Sloane et Jake apprendront à se connaître la nuit où ils se retrouveront accidentellement enfermés dans le magasin où Jake a pris ses quartiers par manque d'argent.

## Fiche technique
- Titre original : A Window Wonderland
- Titre français : La Plus Belle Vitrine de Noël
- Réalisation : Michael M. Scott
- Scénario : Tippi Dobrofsky, Neal Dobrofsky
- Direction artistique : Sydney Sharpe
- Photographie : Adam Sliwinski
- Costumes : Tanya Lipke
- Musique : James Jandrisch, Jeff Tymoschuk
- Production : Randy Cheveldave
- Pays d'origine :  Canada États-Unis
- Langue originale : anglais
- Format : couleur
- Genre : Comédie romantique
- Durée : 90 minutes
- Dates de diffusion [2]:
  - États-Unis : 23 novembre 2013
  - France : 27 décembre 2013

## Distribution
- Chyler Leigh (VF : Véronique Desmadryl) : Sloan Van Doren
- Paul Campbell (VF : Geoffrey Vigier) : Jake Dooley
- Naomi Judd: Rita Dorentella
- Terence Kelly: Mac McGuire
- Matty Finochio: Fitch
- Cameron Mathison: Kenneth Carlyle
- Eric Keenleyside: Oncle Jimmy
- Christie Laing: Megan

Source et légende : Version française (VF) sur RS Doublage.

## Nominations
- Leo Awards 2014[4]: 
  - Meilleur montage d'image dans un téléfilm: Lisa Binkley
  - Meilleure réalisation dans un téléfilm: Michael M. Scott
  - Meilleure photographie dans un téléfilm: Adam Sliwinski